# Ескіз на моніторі
«Ескіз на моніторі» (рос. «Эскиз на мониторе») — білоруський художній фільм 2001 року режисера Руслана Зголича.

## Сюжет
Молода людина потрапляє на весілля і дізнався три історії про одружених чоловіків: про самотнього фізика, про лікаря і про міліціонера…

## У ролях
- Дар'я Михайлова
- Владислав Галкін
- Віталій Редько
- Ігор Сігов
- Олександр Молчанов
- Елеонора Езерська
- Віра Полякова
- В'ячеслав Павлють
- Олена Сидорова
- Ольга Нефедова
- Ілля Черепко-Самохвалов
- Юлія Крашевський
- Олег Корчик
- Лідія Мордачова

## Творча група
- Сценарій: Олександр Качан, Руслан Зголич
- Режисер: Руслан Зголич
- Оператор: Петро Кривостаненко
- Композитор: